# Tōko Koga
Tōko Koga (japanisch 古賀 塔子 Touko Koga; * 6. Januar 2006 in Toyonaka, Präfektur Osaka) ist eine japanische Fußballspielerin, die seit 2024 für Feyenoord Rotterdam spielt.

## Karriere

### Vereine
Koga gehörte dem im Bezirk Tokatsu in der Präfektur Chiba ansässigen und im Jahr 2021 gegründeten FC Grasion an. Nach einer kurzen Verweildauer spielte sie anschließend von 2021 bis 2023 in Fukushima für die U18-Mannschaft der JFA Academy, dem Nachwuchsprogramm der "Japan Football Association". In der Nadeshiko League 2, der zweithöchsten Spielklasse, gelangen ihr drei Tore in 35 Punktspielen.
Am 11. Januar 2024 wurde ihre Verpflichtung auf der Website von Feyenoord Rotterdam öffentlich. Ihr Debüt in der Eredivisie, der höchsten Spielklasse im niederländischen Fußball, gab sie am 31. Januar 2024 (12. Spieltag) bei der 1:2-Niederlage im Auswärtsspiel gegen Fortuna Sittard über 90 Minuten. Bis zum Saisonende am 31. Mai 2024 (22. Spieltag) wurde sie in zehn weiteren Spielen eingesetzt. In der Folgesaison bestritt sie 19 Punktspiele, in denen ihr drei Tore gelangen, das erste am 2. November 2024 (5. Spieltag) beim 3:0-Sieg im Auswärtsspiel gegen die Frauenfußballmannschaft des SC Heerenveen mit dem Treffer zum Endstand in der 80. Minute.

### Nationalmannschaft
Koga kam im Jahr 2022 zu ihrem Länderspieldebüt. Für die U17-Nationalmannschaft debütierte sie am 3. Oktober bei der 1:2-Niederlage im Freundschaftsspiel gegen die US-amerikanische U17-Nationalmannschaft. Mit der Nachwuchsnationalmannschaft dieser Altersklasse nahm sie auch an der vom 11. bis zum 30. Oktober 2022 in Indien ausgetragenen Weltmeisterschaft teil und kam in allen Spielen der Gruppe D zum Einsatz, wie auch bei der 1:2-Viertelfinalniederlage gegen die U17-Nationalmannschaft Spaniens.
Mit der U19-Nationalmannschaft nahm sie vom 16. bis 21. Mai 2023 am Wettbewerb um den Sud Ladies Cup teil und wurde in allen drei Spielen (3:0 vs. Kamerun U20, 4:0 vs. Panama U20, 7:0 vs. Frankreich) eingesetzt.
Ihr Debüt in der A-Nationalmannschaft erfolgte bei der Teilnahme ihrer Mannschaft am Fußballturnier im Rahmen der Asienspiele 2022 in der Volksrepublik China. Sie wurde in allen drei Spielen der Gruppe 4 und in allen drei Spielen der Finalrunde berücksichtigt. Im fünften Spiel, am 3. Oktober 2023, erzielte sie beim 4:3-Sieg über die Nationalmannschaft mit dem Treffer zum 4:1 in der 43. Minute iher erstes A-Länderspieltor. Das sechste Spiel war das Finale, das am 6. Oktober 2023 in Hangzhou mit 4:1 gegen die Nationalmannschaft Nordkoreas gewonnen wurde. Im zweimaligen Kräftemessen mit der Nationalmannschaft Brasiliens endete das erste am 30. November 2023 in São Paulo mit einer 3:4-Niederlage, das zweite am 3. Dezember 2023 am selben Ort mit einem 2:0-Sieg. Ein weiteres zweimaliges Kräftemessen wurde am 31. Mai und am 3. Juni 2024 gegen die Nationalmannschaft Neuseelands in Murcia ausgetragen und wurde mit 2:0 und 4:1 für sich entschieden. In Kanazawa war sie am 30. Juli 2024 mit ihrer Mannschaft mit 4:0 gegen die Nationalmannschaft Ghanas erfolgreich. Ein weiteres in Freundschaft ausgetragenen A-Länderspiel bestritt sie am 6. April 2025 in Osaka beim 1:1-Unentschieden gegen die Nationalmannschaft Kolumbiens.
Am 24. und 28. Februar 2024 konnte sie sich mit ihrer Mannschaft in den beiden Qualifikationsspielen der Dritten Runde mit 0:0 und 2:1 gegen die Nationalmannschaft Nordkoreas für die Teilnahme am bevorstehenden olympischen Fußballturnier durchsetzen. An diesem kam sie in den ersten beiden Spielen der Gruppe C (1:2 vs. Spanien, 2:1 vs. Brasilien) und im mit 0:1 n. V. gegen die US-amerikanische Nationalmannschaft velorenen Viertelfinale am 3. August in Paris zum Einsatz. Des Weiteren nahm sie mit ihrer Mannschaft 2024 und 2025 am Turnier um den SheBelieves Cup teil. Bei ihrer ersten Teilnahme bestritt sie zwei, bei iher zweiten Teilnahme drei Spiele, wobei ihr im letzten Spiel, beim 2:1 über die US-amerikanische Nationalmannschaft der Siegtreffer in der 50. Minute gelang und den Turniersieg bedeutete.

## Erfolge
Nationalmannschaft
- SheBelieves-Cup-Siegerin: 2025
- Sud-Ladies-Cup-Siegerin: 2023
- Goldmedaille Asienspiele 2022